# Кампаніла

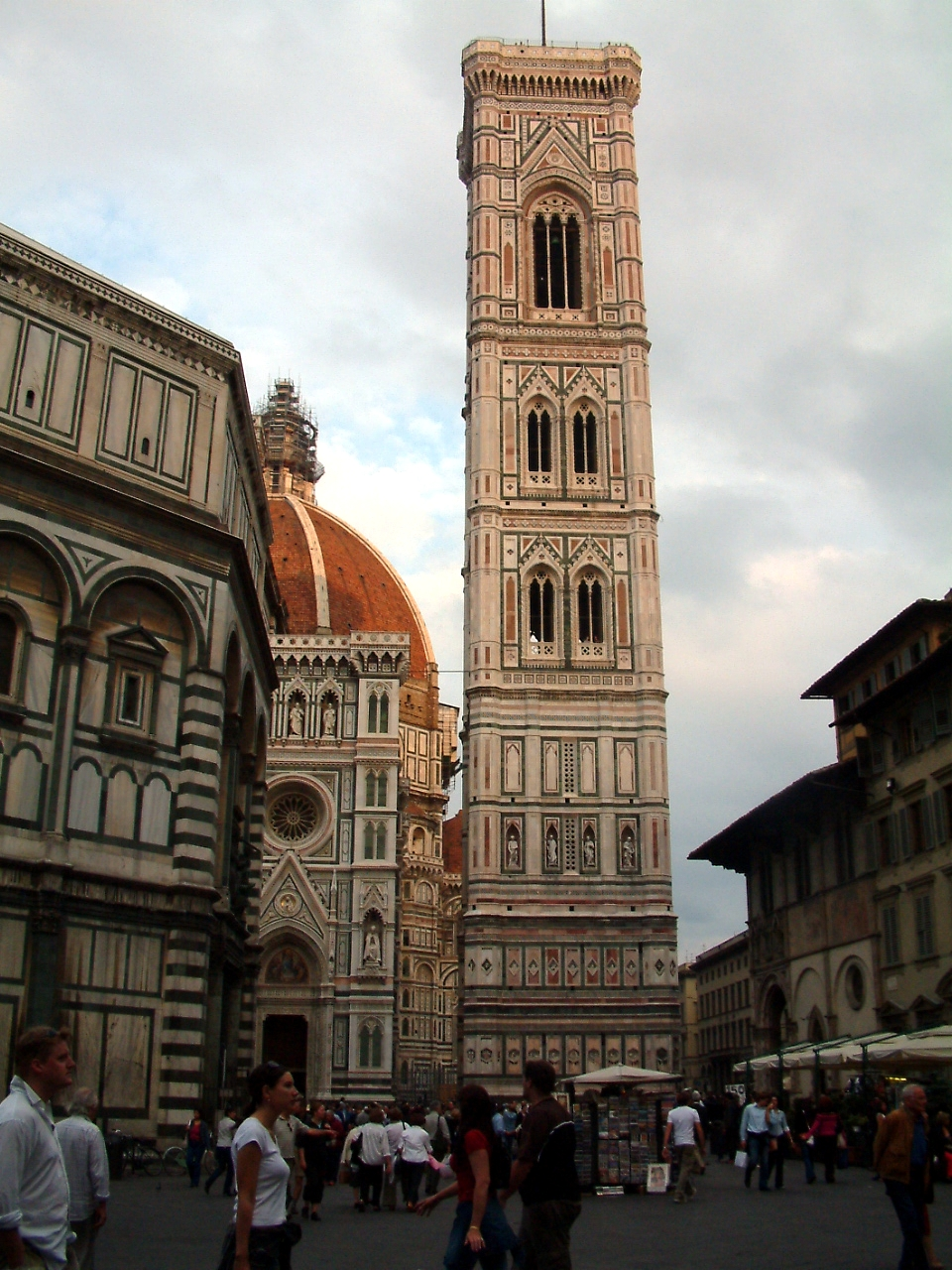
Кампаніла Джотто при флорентійському соборі

Кампані́ла (італ. campanile) — в італійській архітектурі доби Середньовіччя і Ренесансу дзвіниця.
За плануванням кампаніла є квадратною, рідше круглою в основі. Зазвичай, кампаніла відстоїть окремо від основної будівлі храму (собору, церкви).
Вважається, що кампаніла має спільне коріння з середньовічними міськими баштами зі дзвонами (наприклад, бефруа у Бельгії та на півночі Франції).
Італійські кампаніли були заввишки у 4, 5 і більше поверхів; при цьому висота поверхів, а також розміри і кількість віконниць зазвичай збільшувались знизу догори (нижні поверхи часто взагалі були глухими), що створювало своєрідний ефект стрільчатості і спрямованості догори.
Найвідомішою кампанілою у світі є кругла в плані Пізанська башта. Іншими відомими італійськими кампанілами є кампаніла Джотто при флорентійському соборі та кампаніла Собору св. Марка в Венеції.
Годинникову башту Парламенту в Лондоні Біг Бен теж можна розглядати як приклад кампаніли, оформленої в стилі вікторианської готики.
В XX ст. декілька неоготичних кампаніл було зведено в США і Австралії, переважно на території університетських кампусів.
В Україні, один із прикладів кампаніла — Церкви Покрови Пресвятої Богородиці.